# Cixius granulata
Cixius granulata är en insektsart som beskrevs av Géza Horváth 1897. Cixius granulata ingår i släktet Cixius och familjen kilstritar. Inga underarter finns listade i Catalogue of Life.